# Alpes Apuanos

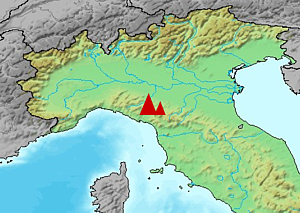

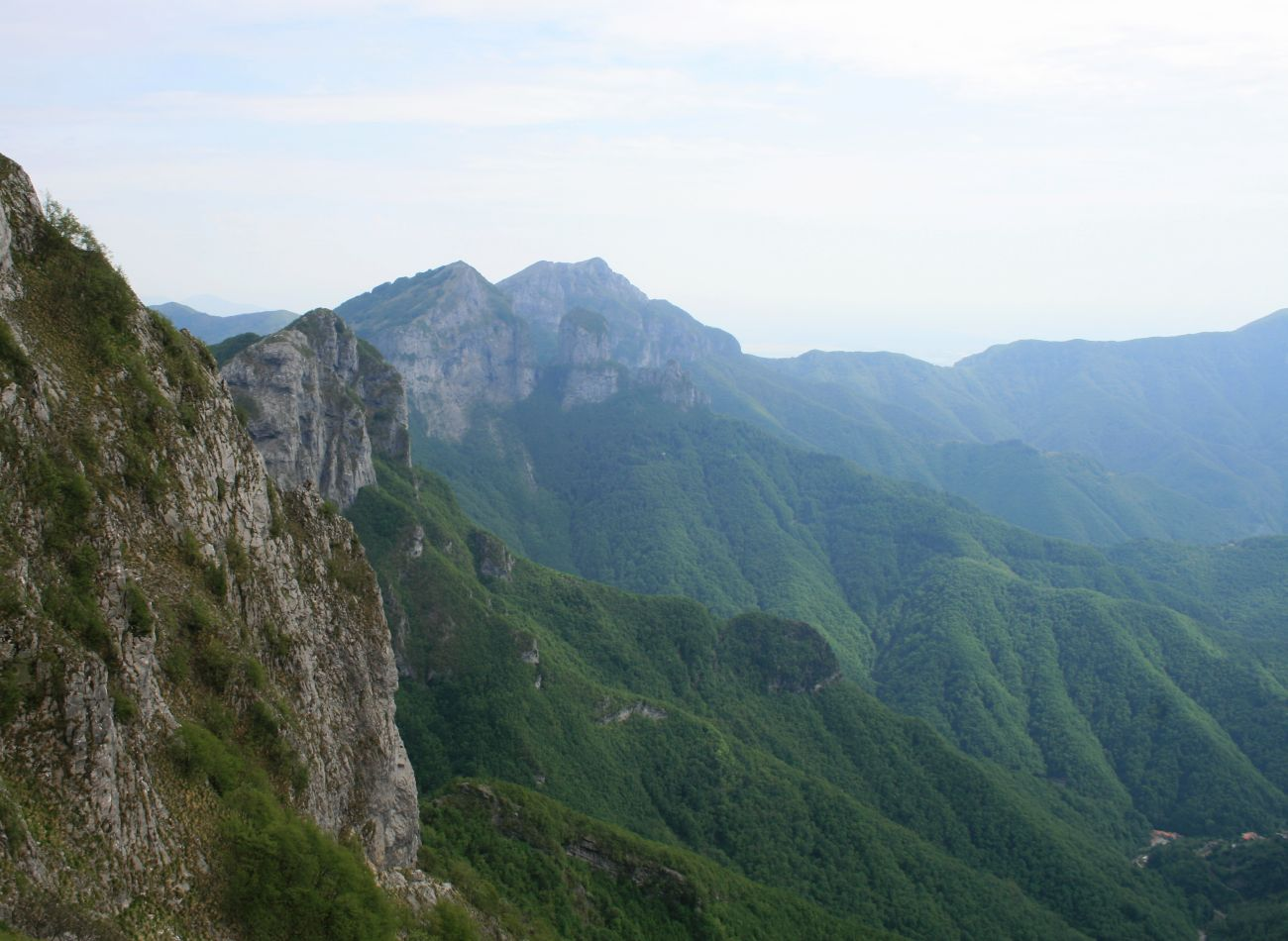

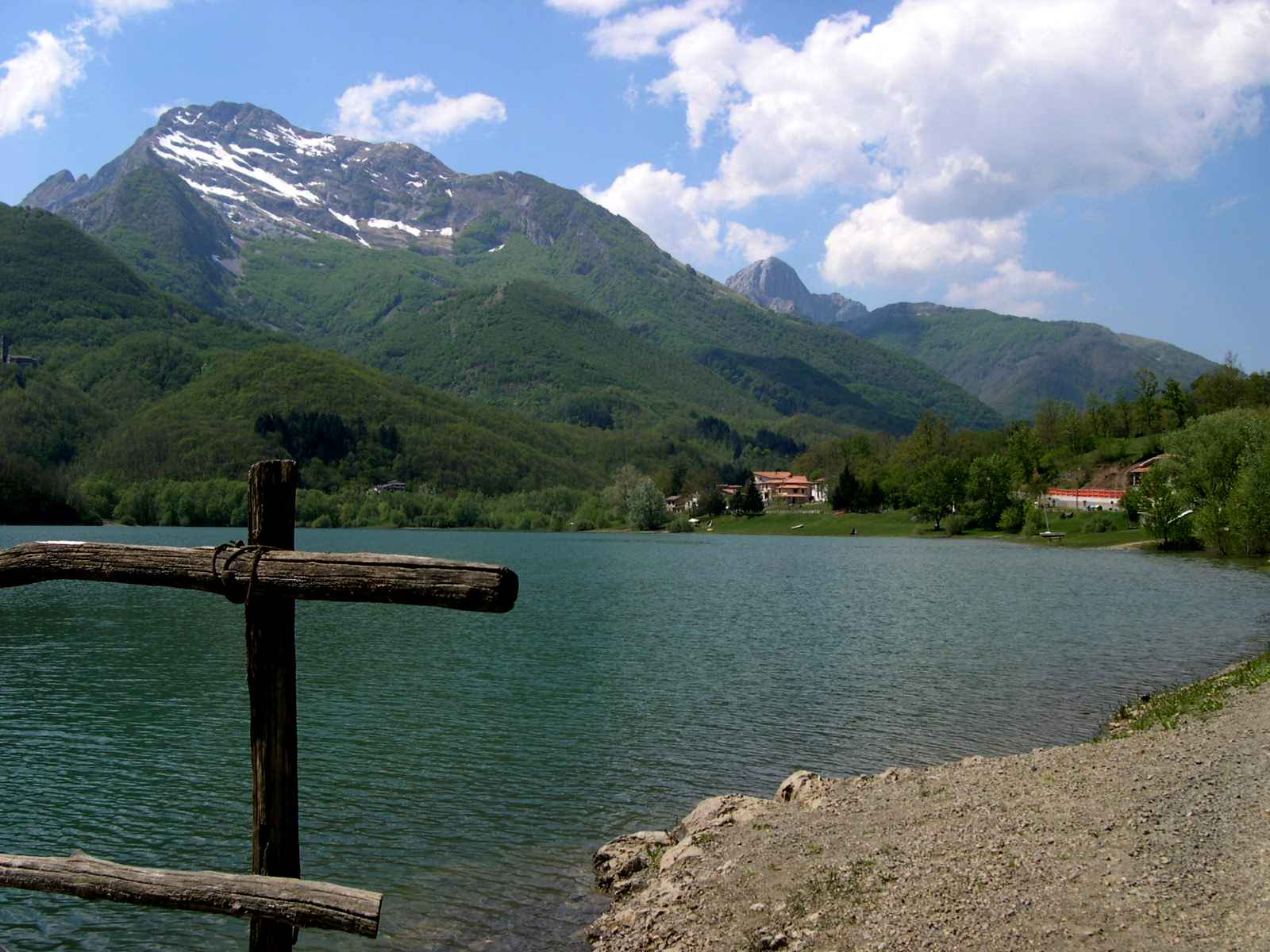
Monte Pisanino desde el lago de Gramolazzo

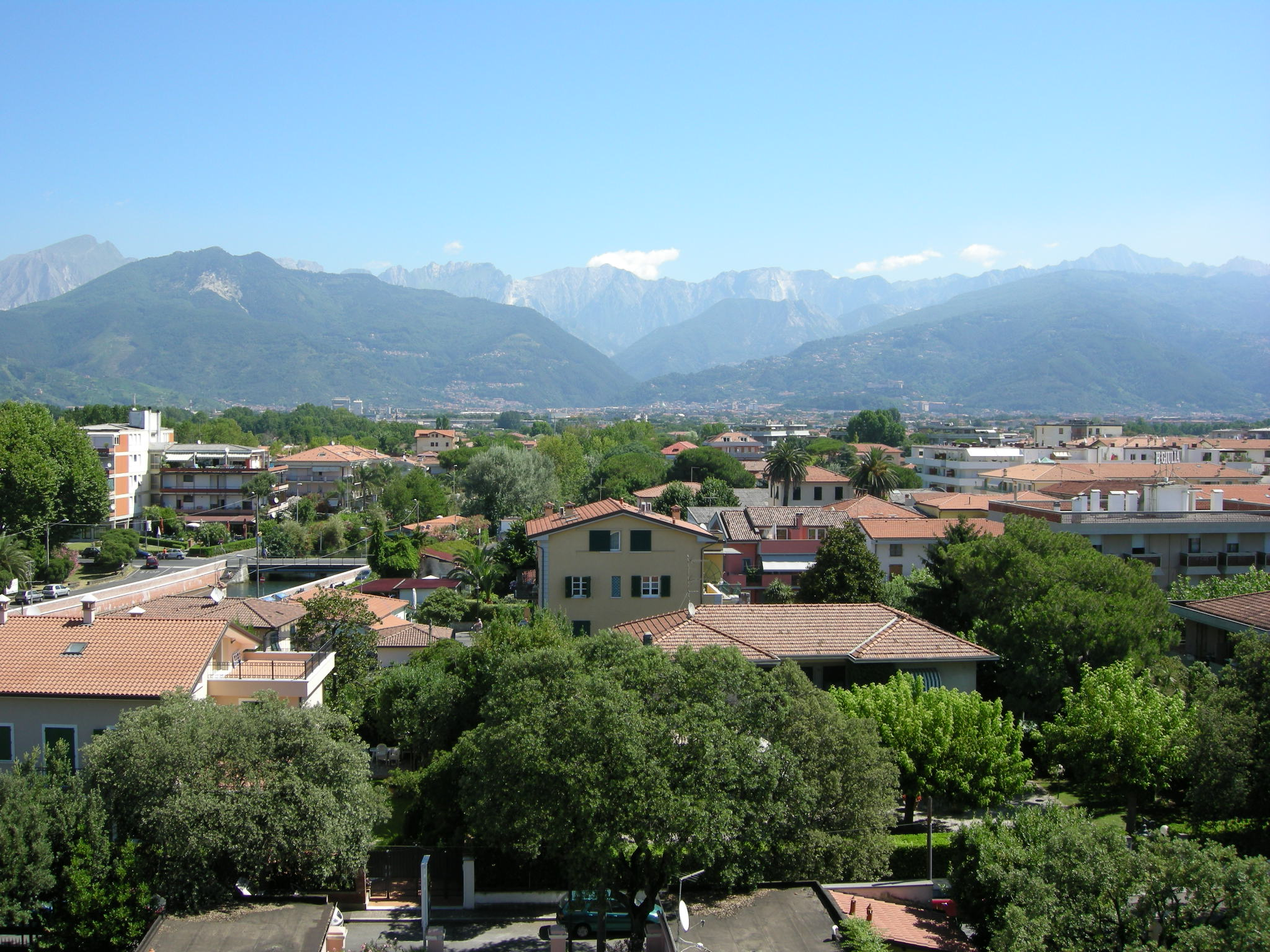

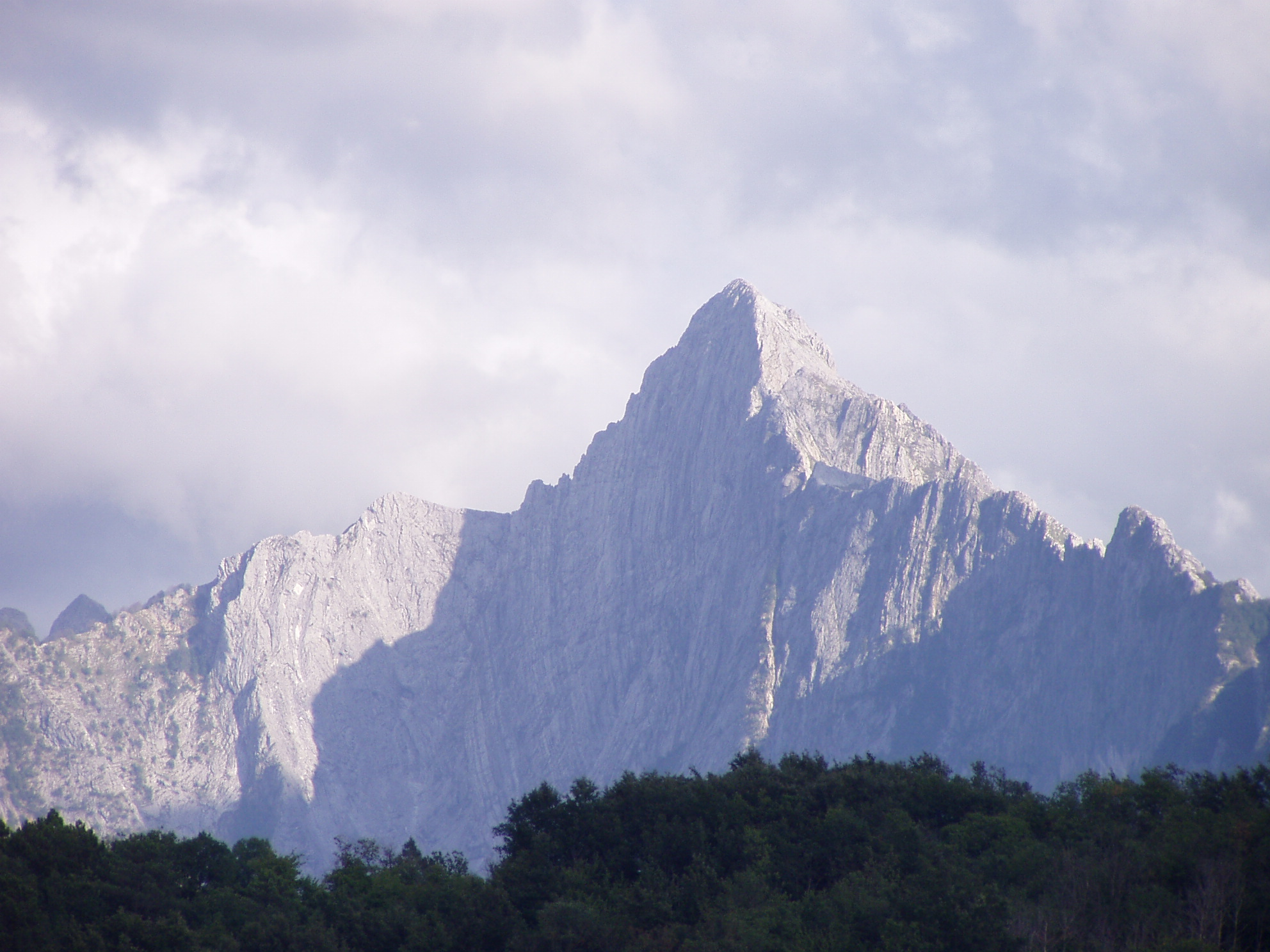
Pico Uccello

Alpes Apuanos se denomina a una cadena montañosa en Italia situada al norte de la Toscana sobre la Riviera Ligure, el mar de Liguria y la Versilia. 
Originados en el Triásico medio, son más antiguos que los Apeninos y de origen sedimentario marino. Su elevación máxima es el monte Pisanino de 1946 m y se los conoce también como Apeninos Ligures.
Se extienden en las provincias de Massa-Carrara, Lucca y  Pisa.
Su nombre deriva de sus habitantes originales, Apuani, aguerrida tribu de Ligures que habitaron hasta el límite con Etruria ocupando la Versilia, los valles de Lunigiana, Garfagnana y valles del río Magra (Macra) y Serchio (Ausar), por lo que la cadena situada entre estos ríos se llamó Alpes Apuanos. 
En el año 177 d. C. se estableció el asentamiento romano de Luna o Luni dando el nombre de zona Lunigiana, hoy zona arqueológica.
Pese a su relativa poca altura, declinan bruscamente sobre el mar Tirreno y de Liguria, dando lugar a acantilados y bahías. 
Dan nombre a la "Costa Apuana" conocida también como "Riviera Apuana" con las ciudades de Sarzana, Carrara, Massa, La Spezia, Forte dei Marmi y otras como Pietrasanta, Seravezza, Stazzema, etc.
Son principalmente conocidos por la extracción de mármol de Carrara.
Alberga el Parque nacional de los Alpes Apuanos (Parco naturale regionale delle Alpi Apuane.)
Strabone (58 a. C.-21 d. C.) los llamó Lunae Montes (Montes de la Luna) y Dante Alighieri en el Canto XIX de la Divina Comedia "Monti di Luni".

## Picos más elevados
Pisanino (1946 m)
Tambura (1891 m)
Cavallo (1888 m)
Pania della Croce (1858 m)
Grondìlice (1808 m)
Contrario (1788 m)
Pizzo d'Uccello (1781 m)
Sumbra (1765 m)
Sagro (1749 m), en Carrara.
Sella (1736 m)
Alto di Sella (1723 m)
Pizzo delle Saette (1720 m)
Roccandagia (1717 m)
Fiocca (1709 m)
Pania Secca (1709 m)
Corchia (1676 m)
Altissimo (1589 m)
Macina (1560 m)